# Leichtathletik-Europameisterschaften 1998/Hammerwurf der Männer

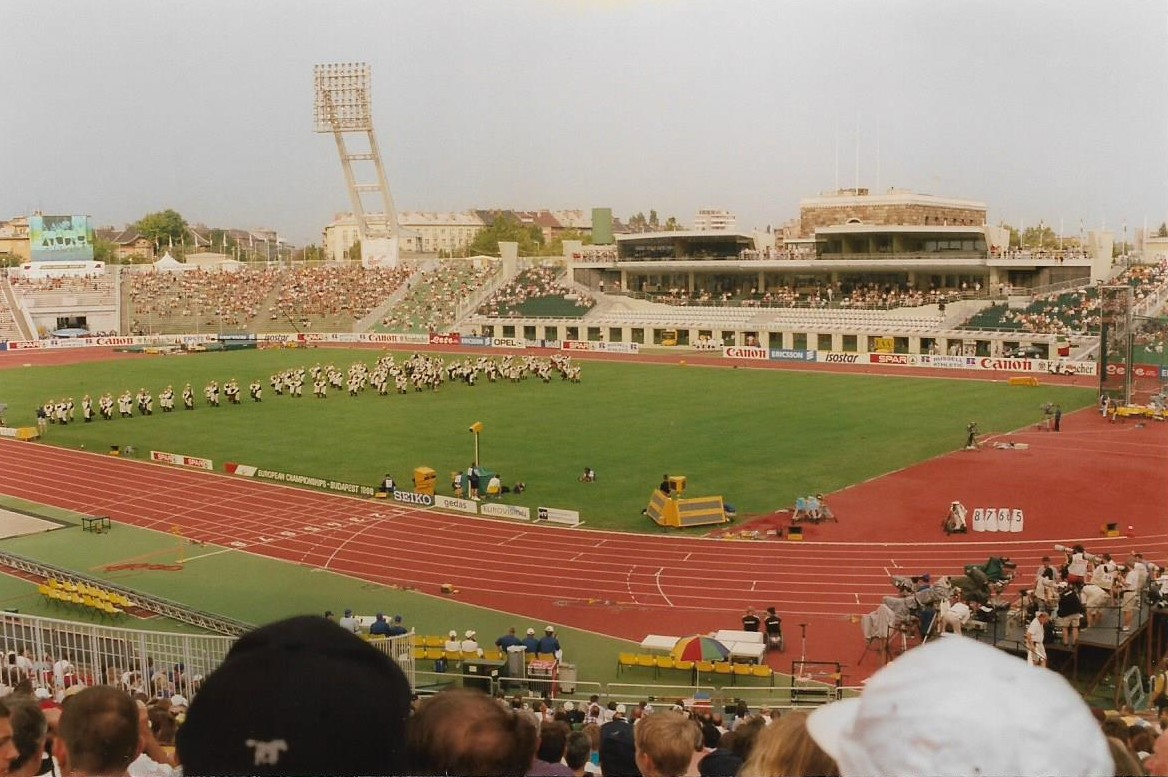
Das Népstadion von Budapest im Jahr 1998

Der Hammerwurf der Männer bei den Leichtathletik-Europameisterschaften 1998 wurde am 18. und 19. August 1998 im Népstadion der ungarischen Hauptstadt Budapest ausgetragen.
In diesem Wettbewerb errangen die ungarischen Hammerwerfer einen Doppelsieg. Europameister wurde der WM-Dritte von 1995 Tibor Gécsek. Platz zwei belegte der Olympiasieger von 1996 Balázs Kiss. Der Deutsche Karsten Kobs gewann die Bronzemedaille.

## Bestehende Rekorde
| Weltrekord           | 86,74 m | Jurij Sedych | EM Stuttgart, BR Deutschland | 30. August 1986 |
| Europarekord         | 86,74 m | Jurij Sedych | EM Stuttgart, BR Deutschland | 30. August 1986 |
| Meisterschaftsrekord | 86,74 m | Jurij Sedych | EM Stuttgart, BR Deutschland | 30. August 1986 |

Der bestehende EM-Rekord wurde bei diesen Europameisterschaften nicht erreicht. Die größte Weite erzielte der ungarische Europameister Tibor Gécsek im Finale mit 83,87 m in seinem fünften Versuch, womit er 2,87 m unter dem Rekord, gleichzeitig Welt- und Europarekord, blieb.

## Legende
Kurze Übersicht zur Bedeutung der Symbolik – so üblicherweise auch in sonstigen Veröffentlichungen verwendet:
| NM  | keine Weite (no mark) |
| ogV | ohne gültigen Versuch |
| x   | ungültig              |

## Qualifikation
18. August 1998
36 Wettbewerber traten in zwei Gruppen zur Qualifikationsrunde an. Sieben von ihnen (hellblau unterlegt) übertrafen die Qualifikationsweite für den direkten Finaleinzug von 77,00 m. Damit war die Mindestzahl von zwölf Finalteilnehmern nicht erreicht. Das Finalfeld wurde mit den fünf nächstplatzierten Sportlern (hellgrün unterlegt) auf zwölf Werfer aufgefüllt. So reichten für die Finalteilnahme schließlich 75,75 m.

### Gruppe A
| Platz | Name                  | Nation       | Weite (m) |
| ----- | --------------------- | ------------ | --------- |
| 1     | Adrián Annus          | Ungarn       | 79,52     |
| 2     | Christos Polichroniou | Griechenland | 77,99     |
| 3     | Heinz Weis            | Deutschland  | 77,46     |
| 4     | Ihar Astapkowitsch    | Belarus      | 77,43     |
| 5     | Szymon Ziółkowski     | Polen        | 76,66     |
| 6     | Wladyslaw Piskunow    | Ukraine      | 76,24     |
| 7     | Wassili Sidorenko     | Russland     | 75,60     |
| 8     | Andrij Skwaruk        | Ukraine      | 75,56     |
| 9     | Loris Paoluzzi        | Italien      | 75,00     |
| 10    | Enrico Sgrulletti     | Italien      | 74,91     |
| 11    | Sergei Kirmassow      | Russland     | 74,50     |
| 12    | Gilles Dupray         | Frankreich   | 73,92     |
| 13    | Andras Haklits        | Kroatien     | 73,41     |
| 14    | Pavel Sedláček        | Tschechien   | 72,68     |
| 15    | Vítor Costa           | Portugal     | 72,28     |
| 16    | Iwan Zichan           | Belarus      | 71,50     |
| 17    | Paddy McGrath         | Irland       | 66,25     |
| NM    | Marko Wahlman         | Finnland     | ogV       |

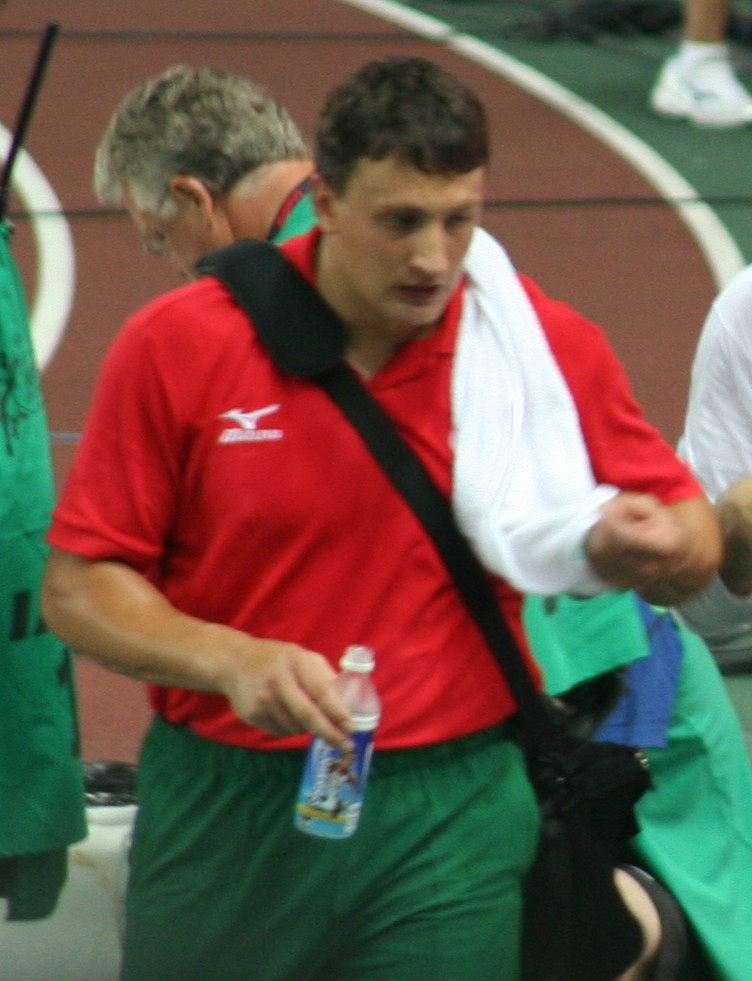
Iwan Zichan schied mit 71,50 m in der Qualifikation aus
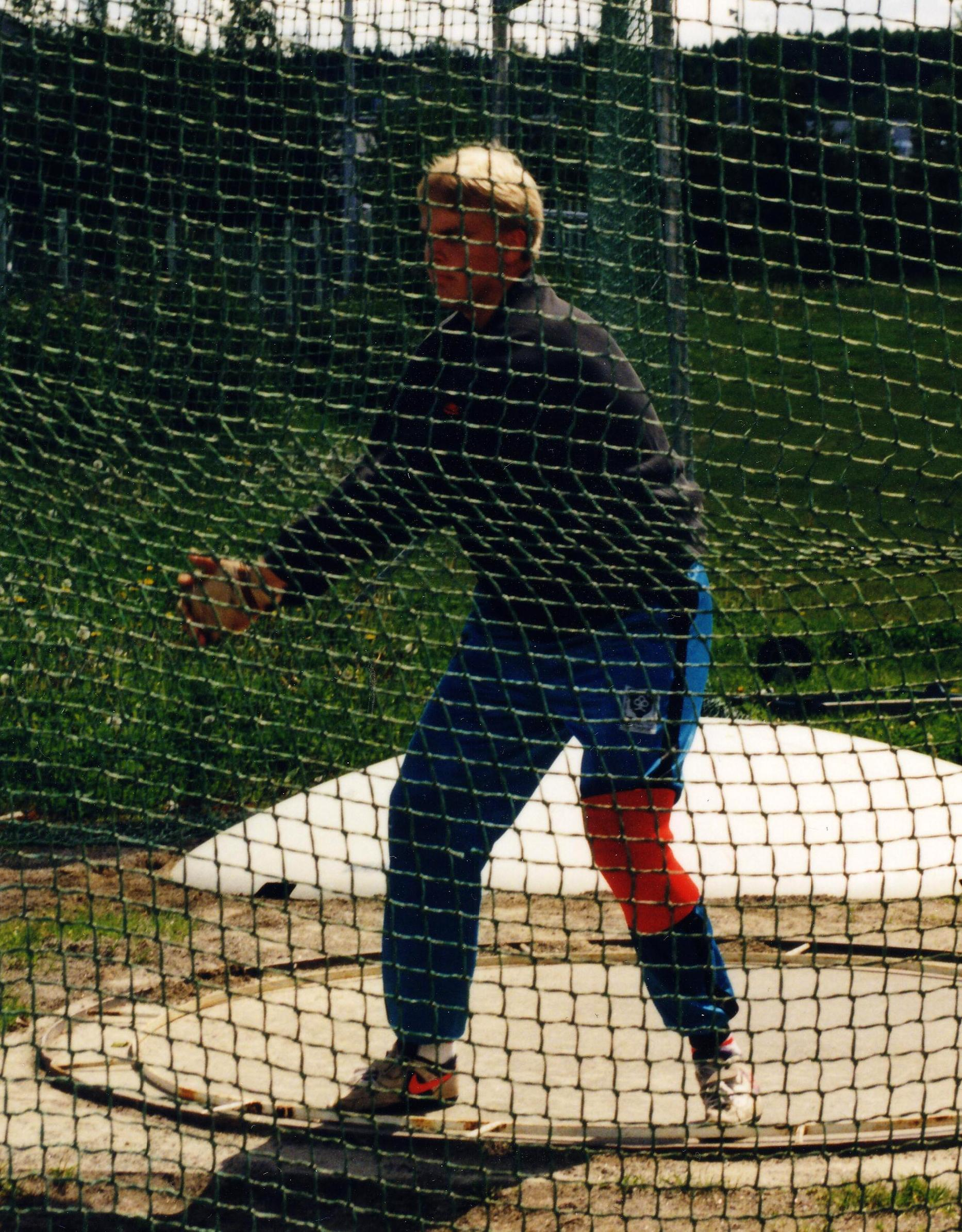
Marko Wahlman gelang kein gültiger Versuch

### Gruppe B

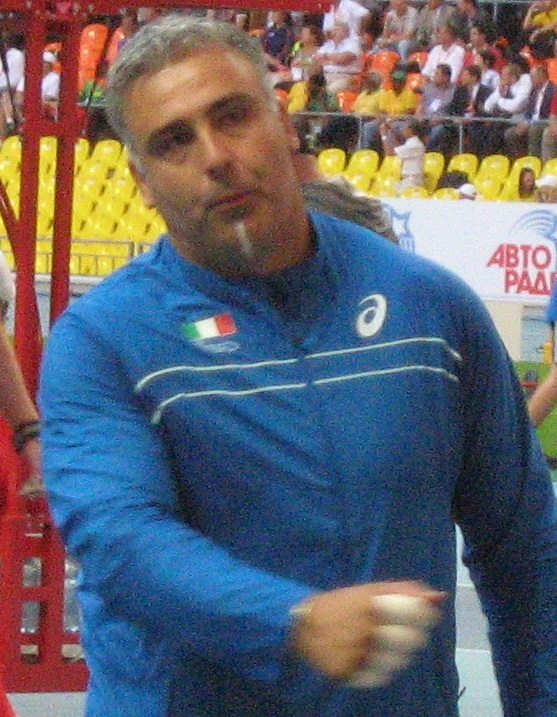
Nicola Vizzoni fehlten 1,10 m zur Finalteilnahme
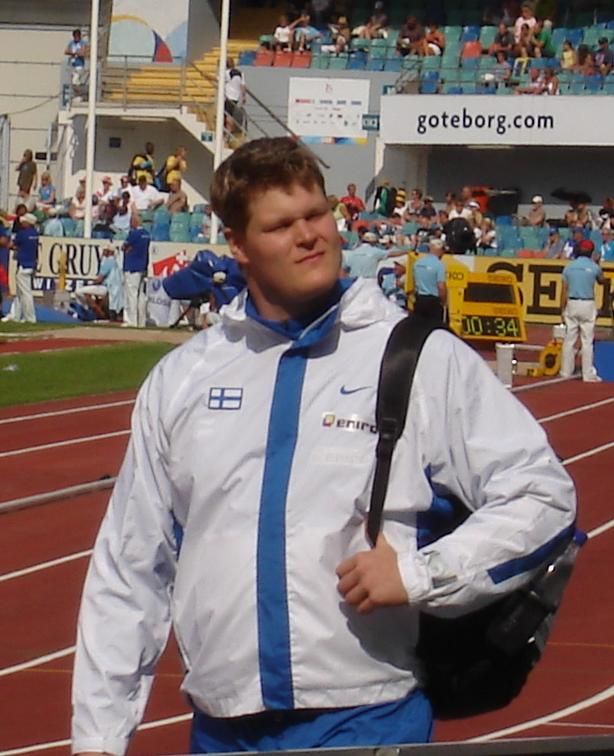
Olli-Pekka Karjalainen überstand mit seinen 73,13 m die Qualifikation nicht

| Platz | Name                     | Nation       | Weite (m) |
| ----- | ------------------------ | ------------ | --------- |
| 1     | Tibor Gécsek             | Ungarn       | 79,44     |
| 2     | Ilja Konowalow           | Russland     | 78,09     |
| 3     | Balázs Kiss              | Ungarn       | 78,06     |
| 4     | Karsten Kobs             | Deutschland  | 76,57     |
| 5     | Oleksandr Krykun         | Ukraine      | 75,90     |
| 6     | Christophe Épalle        | Frankreich   | 75,75     |
| 7     | Nicola Vizzoni           | Italien      | 74,65     |
| 8     | Vladimír Maška           | Tschechien   | 74,12     |
| 9     | Holger Klose             | Deutschland  | 74,05     |
| 10    | David Chaussinand        | Frankreich   | 73,30     |
| 11    | Olli-Pekka Karjalainen   | Finnland     | 73,13     |
| 12    | Jan Bielecki             | Polen        | 72,48     |
| 13    | Alexandros Papadimitriou | Griechenland | 72,47     |
| 14    | Maciej Pałyszko          | Polen        | 72,03     |
| 15    | Mikalai Aulasevich       | Belarus      | 69,11     |
| 16    | Per Karlsson             | Schweden     | 67,20     |
| 17    | Dorian Çollaku           | Albanien     | 64,88     |
| 18    | Roman Linscheid          | Irland       | 63,75     |

## Finale
19. August 1998
| Platz | Name                  | Nation       | Resultat (m) | 1. Versuch (m) | 2. Versuch (m) | 3. Versuch (m) | 4. Versuch (m)                         | 5. Versuch (m)                         | 6. Versuch (m)                         |
| 1     | Tibor Gécsek          | Ungarn       | 82,87        | 80,64          | x              | 81,66          | x                                      | 82,87                                  | 82,25                                  |
| 2     | Balázs Kiss           | Ungarn       | 81,26        | 80,96          | 80,71          | x              | 78,87                                  | 80,38                                  | 81,26                                  |
| 3     | Karsten Kobs          | Deutschland  | 80,13        | x              | 77,83          | 75,22          | x                                      | 80,13                                  | x                                      |
| 4     | Heinz Weis            | Deutschland  | 80,04        | 76,89          | 80,04          | 78,79          | x                                      | 77,28                                  | 77,15                                  |
| 5     | Szymon Ziółkowski     | Polen        | 78,16        | x              | x              | 77,38          | x                                      | x                                      | 78,16                                  |
| 6     | Christos Polichroniou | Griechenland | 77,97        | x              | 77,97          | x              | 74,95                                  | 77,43                                  | x                                      |
| 7     | Ihar Astapkowitsch    | Belarus      | 77,81        | x              | x              | 77,81          | x                                      | x                                      | 76,93                                  |
| 8     | Adrián Annus          | Ungarn       | 77,29        | 75,77          | 76,19          | x              | 77,29                                  | 76,43                                  | 76,09                                  |
| 9     | Ilja Konowalow        | Russland     | 76,11        | 76,11          | 75,66          | 75,33          | nicht im Finale der besten acht Werfer | nicht im Finale der besten acht Werfer | nicht im Finale der besten acht Werfer |
| 10    | Wladyslaw Piskunow    | Ukraine      | 75,10        | x              | 74,30          | 75,10          | nicht im Finale der besten acht Werfer | nicht im Finale der besten acht Werfer | nicht im Finale der besten acht Werfer |
| 11    | Oleksandr Krykun      | Ukraine      | 74,34        | 74,34          | 73,41          | x              | nicht im Finale der besten acht Werfer | nicht im Finale der besten acht Werfer | nicht im Finale der besten acht Werfer |
| 12    | Christophe Épalle     | Frankreich   | 74,00        | 70,33          | 74,00          | 72,82          | nicht im Finale der besten acht Werfer | nicht im Finale der besten acht Werfer | nicht im Finale der besten acht Werfer |

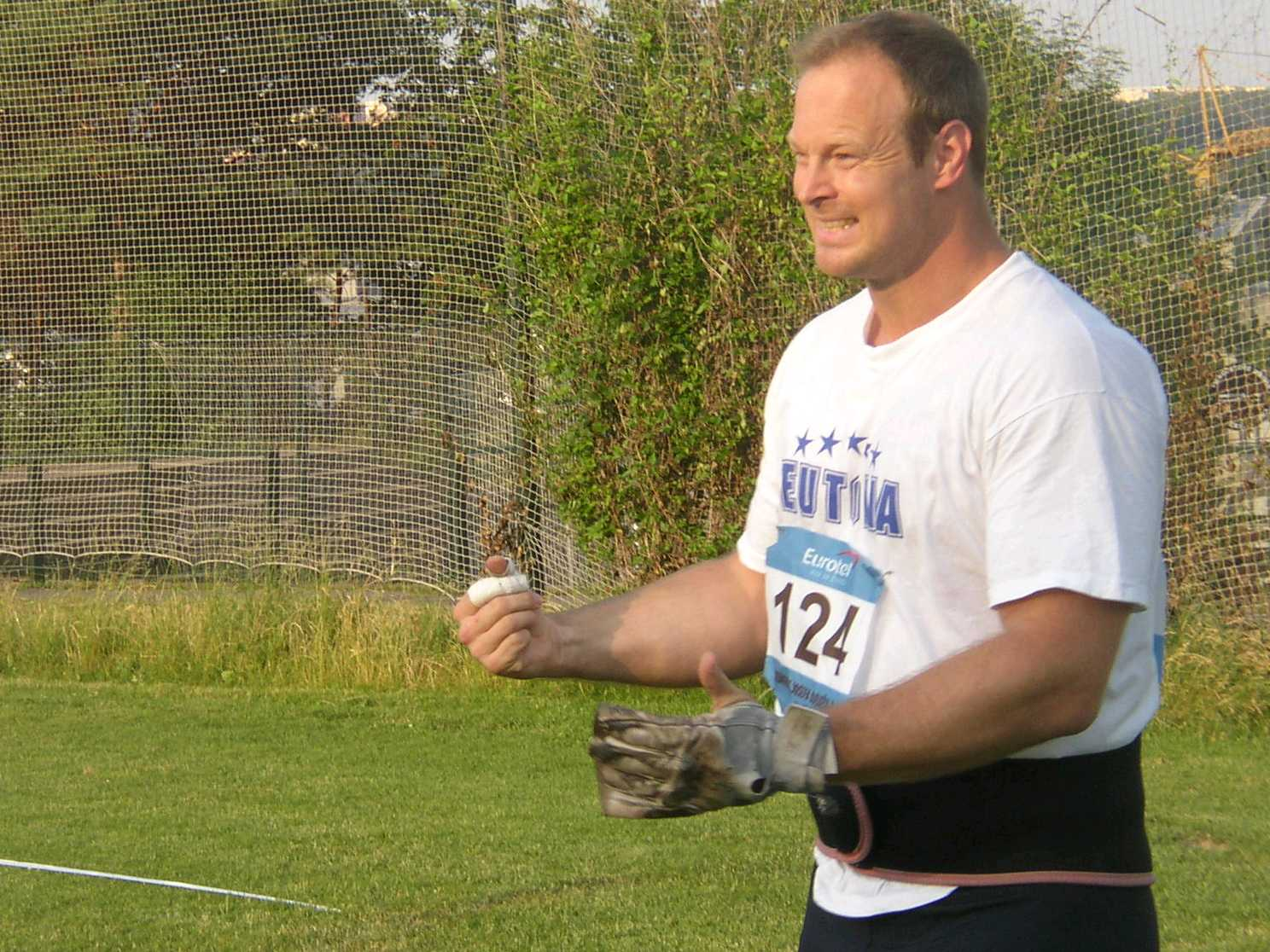
Bronzemedaillengewinner Karsten Kobs – ein Jahr später wurde er Weltmeister
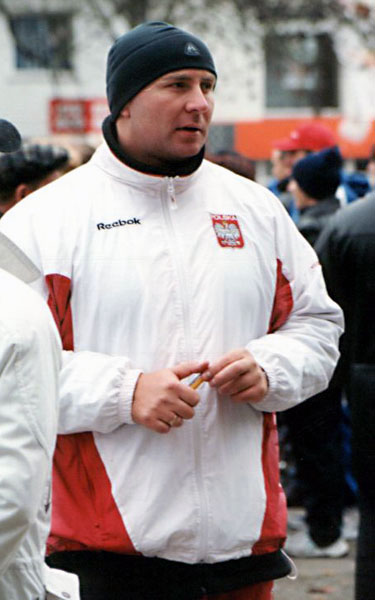
Szymon Ziółkowski kam auf den fünften Platz – 2000 errang er Olympiagold, 2001 den WM.Titel
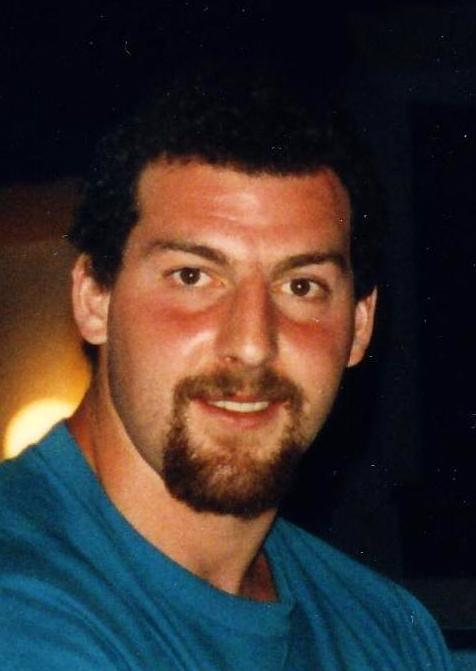
Christophe Épalle wurde Zwölfter in diesem Finale

## Videolinks
- Hammer Throw Gescek European Champs 1998 82.87m, youtube.com, abgerufen am 9. Januar 2023
- Hammer Throw Kiss European champs 1998 81.26m, youtube.com, abgerufen am 9. Januar 2023
- Hammer Throw Kobs European Champs 1998, youtube.com, abgerufen am 9. Januar 2023
- Hammer Throw Heinz Weiss European Champs 1998, youtube.com, abgerufen am 9. Januar 2023